# 1 000 kilomètres de Brands Hatch 1988
Navigation
Édition précédente Édition suivante
Les 1 000 kilomètres de Brands Hatch 1988, disputées le 24 juillet 1988 sur le Circuit de Brands Hatch, ont été la septième manche du Championnat du monde des voitures de sport 1988.

## La course

### Classement de la course
Voici le classement officiel au terme de la course,,.
- Les premiers de chaque catégorie du championnat du monde sont signalés par un fond jaune.
- Pour la colonne Pneus, il faut passer le curseur au-dessus du modèle pour connaître le manufacturier de pneumatiques.
- Les voitures ne réussissant pas à parcourir 75% de la distance du gagnant sont non classées (NC).

| Pos  | Classe | no  | Écurie                         | Pilotes                                              | Châssis                            | Pneus | Tours | Temps                 |
| Pos  | Classe | no  | Écurie                         | Pilotes                                              | Moteur                             | Pneus | Tours | Temps                 |
| ---- | ------ | --- | ------------------------------ | ---------------------------------------------------- | ---------------------------------- | ----- | ----- | --------------------- |
| 1    | C1     | 1   | Silk Cut Jaguar                | Martin Brundle Andy Wallace John Nielsen             | Jaguar XJR-9                       | D     | 240   | 5 h 33 min 23 s 080   |
| 1    | C1     | 1   | Silk Cut Jaguar                | Martin Brundle Andy Wallace John Nielsen             | Jaguar 7.0L V12 Atmo               | D     | 240   | 5 h 33 min 23 s 080   |
| 2    | C1     | 7   | Blaupunkt Joest Racing         | Klaus Ludwig Bob Wollek                              | Porsche 962C                       | G     | 239   | + 1 tour              |
| 2    | C1     | 7   | Blaupunkt Joest Racing         | Klaus Ludwig Bob Wollek                              | Porsche Type-935 3.0L Flat-6 Turbo | G     | 239   | + 1 tour              |
| 3    | C1     | 61  | Team Sauber Mercedes           | Jean-Louis Schlesser Mauro Baldi                     | Sauber C9                          | M     | 235   | + 5 tours             |
| 3    | C1     | 61  | Team Sauber Mercedes           | Jean-Louis Schlesser Mauro Baldi                     | Mercedes-Benz M117 5.0L V8 Turbo   | M     | 235   | + 5 tours             |
| 4    | C2     | 111 | BP Spice Engineering           | Ray Bellm Gordon Spice                               | Spice SE88C                        | G     | 224   | + 16 tours            |
| 4    | C2     | 111 | BP Spice Engineering           | Ray Bellm Gordon Spice                               | Ford Cosworth DFL 3.5L V8 Atmo     | G     | 224   | + 16 tours            |
| 5    | C2     | 103 | BP Spice Engineering           | Almo Coppelli Thorkild Thyrring                      | Spice SE88C                        | G     | 224   | + 16 tours            |
| 5    | C2     | 103 | BP Spice Engineering           | Almo Coppelli Thorkild Thyrring                      | Ford Cosworth DFL 3.5L V8 Atmo     | G     | 224   | + 16 tours            |
| 6    | C2     | 121 | Cosmik GP Motorsport           | Wayne Taylor Costas Los                              | Spice SE87C                        | G     | 219   | + 21 tours            |
| 6    | C2     | 121 | Cosmik GP Motorsport           | Wayne Taylor Costas Los                              | Ford Cosworth DFL 3.3L V8 Atmo     | G     | 219   | + 21 tours            |
| 7    | C1     | 40  | Swiss Team Salamin             | Antoine Salamin Jean-Denis Delétraz Giovanni Lavaggi | Porsche 962C                       | G     | 217   | + 23 tours            |
| 7    | C1     | 40  | Swiss Team Salamin             | Antoine Salamin Jean-Denis Delétraz Giovanni Lavaggi | Porsche Type-935 3.0L Flat-6 Turbo | G     | 217   | + 23 tours            |
| 8    | C2     | 107 | Chamberlain Engineering        | Claude Ballot-Léna Jean-Louis Ricci                  | Spice SE88C                        | A     | 211   | + 29 tours            |
| 8    | C2     | 107 | Chamberlain Engineering        | Claude Ballot-Léna Jean-Louis Ricci                  | Ford Cosworth DFL 3.3L V8 Atmo     | A     | 211   | + 29 tours            |
| 9    | C2     | 109 | Kelmar Racing                  | Ranieri Randaccio Vito Veninata Maurizio Gellini     | Tiga GC288                         | A     | 206   | + 34 tours            |
| 9    | C2     | 109 | Kelmar Racing                  | Ranieri Randaccio Vito Veninata Maurizio Gellini     | Ford Cosworth DFL 3.3L V8 Atmo     | A     | 206   | + 34 tours            |
| 10   | C2     | 117 | Team Lucky Strike Schanche     | Martin Schanche Will Hoy                             | Argo JM19C                         | G     | 205   | + 35 tours            |
| 10   | C2     | 117 | Team Lucky Strike Schanche     | Martin Schanche Will Hoy                             | Ford Cosworth DFL 3.3L V8 Atmo     | G     | 205   | + 35 tours            |
| 11   | C2     | 191 | PC Automotive                  | Richard Piper Olindo Iacobelli                       | Argo JM19C                         | G     | 192   | + 48 tours            |
| 11   | C2     | 191 | PC Automotive                  | Richard Piper Olindo Iacobelli                       | Ford Cosworth DFL 3.3L V8 Atmo     | G     | 192   | + 48 tours            |
| 12   | C2     | 123 | Charles Ivey Racing Team Istel | Chris Hodgetts Robin Donovan Tim Harvey (en)         | Tiga GC287                         | D     | 180   | + 60 tours            |
| 12   | C2     | 123 | Charles Ivey Racing Team Istel | Chris Hodgetts Robin Donovan Tim Harvey (en)         | Porsche Type-935 2.8L Flat-6 Turbo | D     | 180   | + 60 tours            |
| NC   | C2     | 198 | Roy Baker Racing               | John Bartlett Max Cohen-Olivar Stephen Hynes         | Tiga GC286                         | G     | 140   | + 100 tours           |
| NC   | C2     | 198 | Roy Baker Racing               | John Bartlett Max Cohen-Olivar Stephen Hynes         | Ford Cosworth DFL 3.3L V8 Atmo     | G     | 140   | + 100 tours           |
| Abd. | C1     | 2   | Silk Cut Jaguar                | Jan Lammers Johnny Dumfries                          | Jaguar XJR-9                       | D     | 212   | Feu                   |
| Abd. | C1     | 2   | Silk Cut Jaguar                | Jan Lammers Johnny Dumfries                          | Jaguar 7.0L V12 Atmo               | D     | 212   | Feu                   |
| Abd. | C1     | 8   | Joest Racing                   | Frank Jelinski "John Winter"                         | Porsche 962C                       | G     | 131   | Moteur                |
| Abd. | C1     | 8   | Joest Racing                   | Frank Jelinski "John Winter"                         | Porsche Type-935 3.0L Flat-6 Turbo | G     | 131   | Moteur                |
| Abd. | C2     | 115 | ADA Engineering                | John Sheldon Tim Lee-Davey "Pierre Chauvet (en)"     | ADA 03                             | G     | 123   | Accident              |
| Abd. | C2     | 115 | ADA Engineering                | John Sheldon Tim Lee-Davey "Pierre Chauvet (en)"     | Ford Cosworth DFL 3.3L V8 Atmo     | G     | 123   | Accident              |
| Abd. | C2     | 125 | Patrick Oudet Verit Racing     | Jean-Claude Ferrarin (de) Dominique Lacaud           | Tiga GC85 (en)                     | A     | 122   | Boite de vitesses     |
| Abd. | C2     | 125 | Patrick Oudet Verit Racing     | Jean-Claude Ferrarin (de) Dominique Lacaud           | Ford Cosworth DFL 3.3L V8 Atmo     | A     | 122   | Boite de vitesses     |
| Abd. | C1     | 42  | Noël del Bello Racing          | Hervé Regout Noël del Bello (de) Bernard Santal      | Sauber C8                          | G     | 104   | Pompe à essebce       |
| Abd. | C1     | 42  | Noël del Bello Racing          | Hervé Regout Noël del Bello (de) Bernard Santal      | Mercedes-Benz M117 5.0L V8 Turbo   | G     | 104   | Pompe à essebce       |
| Abd. | C2     | 112 | FAI Automotive                 | Sean Walker (en) Paul Stott Ian Flux                 | Tiga GC287                         | G     | 89    | Arbre de transmission |
| Abd. | C2     | 112 | FAI Automotive                 | Sean Walker (en) Paul Stott Ian Flux                 | Ford Cosworth DFL 3.5L V8 Atmo     | G     | 89    | Arbre de transmission |
| Abd. | C2     | 127 | Chamberlain Engineering        | Martin Birrane (en) Nick Adams                       | Spice SE86C                        | A     | 42    | Tenue de route        |
| Abd. | C2     | 127 | Chamberlain Engineering        | Martin Birrane (en) Nick Adams                       | Hart 418T 1.8L I4 Turbo            | A     | 42    | Tenue de route        |
| Abd. | C1     | 3   | Silk Cut Jaguar                | John Watson Davy Jones                               | Jaguar XJR-9                       | D     | 39    | Alumage moteur        |
| Abd. | C1     | 3   | Silk Cut Jaguar                | John Watson Davy Jones                               | Jaguar 7.0L V12 Atmo               | D     | 39    | Alumage moteur        |
| Abd. | C2     | 177 | Automobiles Louis Descartes    | Gérard Tremblay Michel Lateste (de) Del Bennet       | ALD C2                             | A     | 25    | Injection             |
| Abd. | C2     | 177 | Automobiles Louis Descartes    | Gérard Tremblay Michel Lateste (de) Del Bennet       | BMW M80 3.5L I6 Atmo               | A     | 25    | Injection             |
| Abd. | C1     | 62  | Team Sauber Mercedes           | Jean-Louis Schlesser Jochen Mass                     | Sauber C9                          | M     | 7     | Accident              |
| Abd. | C1     | 62  | Team Sauber Mercedes           | Jean-Louis Schlesser Jochen Mass                     | Mercedes-Benz M117 5.0L V8 Turbo   | M     | 7     | Accident              |

## Pole position et record du tour
- Pole position :  Mauro Baldi (#61 Team Sauber Mercedes) en 1 min 14 s 170
- Meilleur tour en course :  Jean-Louis Schlesser (#61 Team Sauber Mercedes) en 1 min 15 s 820

## À noter
- Longueur du circuit : 4,184 km
- Distance parcourue par les vainqueurs : 1 004,308 km